# بيتافو

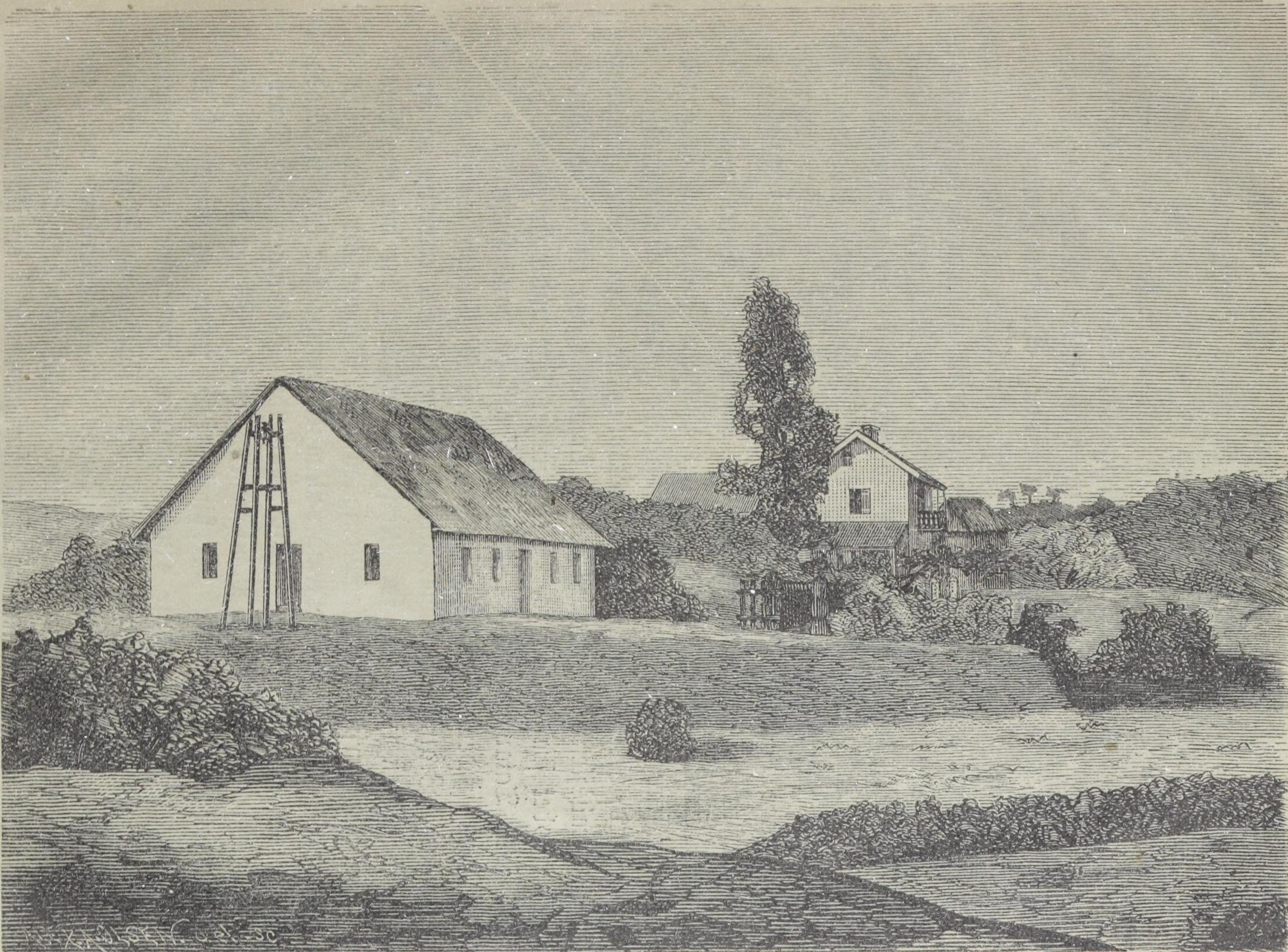
بيتافو عام 1885.

بيتافو (بالفرنسية: Betafo)‏ هي مدينة وبلدية حضرية في منطقة فاكينانكارترا، في المرتفعات الوسطى لمدغشقر.
كان عدد سكان المدينة يُقدَّر ب31.000 نسمة في عام 2001 وهي المركز الإداري لمقاطعة بيتافو.

## الجغرافيا
تقع بيتافو على ارتفاع 1,410 متر (4,630 قدم) فوق مستوى سطح البحر، في المرتفعات الوسطى لمدغشقر. تقع المدينة على طول الطريق الوطني 34 (RN34)، على بعد 191 كم (119 ميل) من عاصمة البلاد، أنتاناناريفو.

## موقع تراث عالمي
تُعتبر حقول الأرز المسقية في المنطقة رمزاً لهذه التكنولوجيا في جميع أنحاء مرتفعات مدغشقر ولذلك تم ترشيحها للقائمة المؤقتة لمواقع التراث العالمي لليونسكو في مدغشقر في عام 1997. لكن في 15 فبراير 2018، قررت اليونسكو سحب ترشيح هذا الموقع كتراث عالمي.

## وصلات خارجية
- GCatholic Antsirabé diocese
- Ralison, Eliane; Goossens, Frans. "Madagascar: Profil des marchés pour les évaluations d'urgence de la sécurité alimentaire" (PDF) (بالفرنسية). Programme Alimentaire Mondial, Service de l’Evaluation des besoins d’urgence (ODAN). Archived from the original (PDF) on 2007-09-26. Retrieved 2008-03-01.